# 中法实业银行
中法实业银行（Banque Industrielle de Chine）是一个中法合资银行，成立于1913年7月1日。其中国办事处设在上海，欧洲办事处设在巴黎。
该银行于 1922 年关闭，资金重新投资于法中银行，该银行行长再次由安德烈·贝特洛 (André Berthelot) 担任。 尽管如此，董事会成员之一 AJ Pernotte 仍被判处三年监禁，因为他是财务误算的始作俑者。 总理阿里斯蒂德·白里安因此事陷入困境，但他在参议院的支持下继续掌权。
该银行是中华民国政权和法国政府合作创建的。 大多数其他银行都是殖民银行，只想在中国赚钱。 该银行是一家中法资本银行，面向中国基础设施融资。 中国政权的更迭以及国民党与印度支那银行（与法国保守党关系密切）管理层的和解，导致了中国共和政权发展这家银行的困难。
1925年，停業後的中法實業銀行改組為中法工商銀行。
因為該銀行發行的鈔票上，以篆字呈現銀行名稱，導致部份後人將“法”的篆字誤認成“裕”，而出現“中裕實業銀行”之訛名，中裕實業銀行並不存在於歷史之上。